# إسماعيل أباد العليا (دشتاب)
أسماعیل أباد العلیا (بالفارسية: اسماعیل‌آباد علیا) هي قرية تقع في إيران في قسم دشتاب الريفي.